# The Ultimate Fighter 2
The Ultimate Fighter 2（ジ・アルティメット・ファイター・ツー）は、アメリカ合衆国のリアリティ番組「The Ultimate Fighter」の第2シーズンとして2005年8月22日から11月5日にかけて放送されたテレビ番組である。
本シーズンではヘビー級（-120.2kg）とウェルター級（-77.1kg）の各8名、計16名の選手がマット・ヒューズとリッチ・フランクリンのコーチの下、合宿所で共同生活を送りながらトレーニングを受け、UFCとの正式契約を賭けた勝ち残りトーナメント戦を行った。
2005年11月5日、番組のフィナーレとして、ネバダ州ラスベガスのハードロック・ホテル&カジノでUFCの大会である「The Ultimate Fighter 2 Finale」が開催された。

## シーズン概要
本シーズンでは、最初に各階級9人ずつが集まり、体力テストで各階級1人を脱落させた後でコーチによるドラフトでチーム分けが行われた。合宿所入りを果たした各階級8人の選手は、敗者脱落方式の試合を各階級4人になるまで行い、トーナメントで優勝者を決定した。
最終的にヘビー級はラシャド・エヴァンス（チーム・フランクリン）とブラッド・アイムス（チーム・ヒューズ）、ウェルター級はジョー・スティーブンソンとルーク・クモ（共にチーム・ヒューズ）が勝ち残り決勝に進出した。

## キャスト

### チーム・ヒューズ
コーチ
マット・ヒューズ
ヘビー級選手（指名順）
マイク・ホワイトヘッド、ダン・クリスティソン、ロブ・マクドナルド、トム・マーフィー
ウェルター級選手（指名順）
ジョー・スティーブンソン、ジョシュ・バークマン（ジェイソン・フォン・フルーに交代）、サム・モーガン、ルーク・クモ

### チーム・フランクリン
コーチ
リッチ・フランクリン
ヘビー級（指名順）
キース・ジャーディン、セス・ペトルゼリ、ラシャド・エヴァンス、ブラッド・アイムス
ウェルター級選手（指名順）
ジョルジ・グージェウ、マーカス・デイヴィス、アンソニー・トーレス、メルヴィン・ギラード

### その他の選手
ヘビー級
ケリー・ショール、イライ・ジョリスン
ウェルター級
ケニー・スティーブンス

## エピソード

### エピソード1
- 集まったメンバー18名に体力テストを兼ねた練習が課され、ショールが怪我で早くも脱落した。またジョリスンはカメラに囲まれた生活に耐えられず帰宅を決意する。ヘビー級はテストを待たずして8人が出揃う。
- ウェルター級でテストの結果が最低だったスティーブンスは試合の対戦相手としてモーガンを指名。しかし翌日の試合までに20ポンドの減量が間に合わず、脱落した。

### エピソード2
- ヘビー級にクリスティソンが追加される。チーム分けのドラフトが行われ、ヘビー級1位はジャーディン、ウェルター級1位はスティーブンソンとなった。最下位指名はクモだった。
- チームチャレンジ（対戦相手の指名権を得るためにチーム同士でトレーニング形式のゲームをする）ではクモが活躍し、チーム・ヒューズが勝利した。
- ○ジョシュ・バークマン（5分判定3-0）×メルヴィン・ギラード 【ウェルター級】

### エピソード3
- バークマンが前回の試合中の怪我で脱落した。代打でフルーがチーム・ヒューズに加入する。
- チームチャレンジはチーム・ヒューズが2連勝する。
- ○ブラッド・アイムス（1R4:07 三角絞め）×ロブ・マクドナルド 【ヘビー級】

### エピソード4
- チームチャレンジはチーム・フランクリンが勝利する。デイヴィスがスティーブンソンを対戦相手に指名したことにヒューズは「愚かだ」と挑発する。
- ○ジョー・スティーブンソン（1R4:10 TKO（グラウンドでの肘））×マーカス・デイヴィス 【ウェルター級】

### エピソード5
- チームチャレンジはチーム・ヒューズが勝利する。自チームからは怪我で万全ではないマーフィーを選ぶ。
- ○ラシャド・エヴァンス（5分判定3-0）×トム・マーフィー 【ヘビー級】

### エピソード6
- 前回の試合中にダンスをする余裕を見せたエヴァンスにヒューズが不快感を示す。また敵チームだが友人のホワイトヘッドも不満を述べ、2人は絶交状態になる。
- チームチャレンジはフランクリンが体調を憂慮して棄権する。フルーの相手としてヒューズはかねてより挑発していたグージェウを選択する。
- ○ジェイソン・フォン・フルー（5分判定3-0）×ジョルジ・グージェウ 【ウェルター級】

### エピソード7
- チームチャレンジはチーム・フランクリンが勝利する。またウェルター級の人数調整のためチーム・ヒューズの選手がチーム・フランクリンに移籍することに。ヒューズは前回の試合で額に40針縫う怪我をしたフルーを手放した。
- ○セス・ペトルゼリ（5分判定3-0）×ダン・クリスティソン 【ヘビー級】

### エピソード8
- チームチャレンジはチーム・ヒューズが勝利する。また人数調整のためアイムスがチーム・ヒューズに移動する。
- モーガンがチームメイトのクモの情報をトーレスに流す。一方クモは奇妙な自然食を食べ続け、チームメイトをあきれさせる。
- ○ルーク・クモ（5分判定3-0）×アンソニー・トーレス 【ウェルター級】

### エピソード9
- ドラフト最下位のクモが勝利したことで口の悪いヒューズも満足する。試合後クモは一転してジャンクフードばかり食べ続けている。
- チームチャレンジはチーム・ヒューズが勝利する。
- ○ラシャド・エヴァンス（5分判定3-0）×マイク・ホワイトヘッド 【ヘビー級】

### エピソード10
- 両階級ベスト4が出揃い、対戦相手の希望を聞くためダナ・ホワイトが個人面談。フルーが練習中に前回の試合で縫合した傷を再びカットしてしまい、病院へ。試合までに回復しない場合はリザーバーとしてデイヴィスが復活することに決まる。
- 対戦相手が同じチームのため、エヴァンスの次のジャーディン戦でヒューズがセコンドにつくことに。エヴァンスはエピソード6でヒューズに罵倒されたことをまだ気にかけていた。
- モーガンも同チームのクモ戦のためセコンドがフランクリンに替わる。
- ○ルーク・クモ（2R2:05 TKO（首相撲からの右膝蹴り））×サム・モーガン 【ウェルター級】

### エピソード11
- ジャーディン戦を前にして、セコンドのヒューズに不安を持つエヴァンスだが、控室でのヒューズの態度にわだかまりを解く。
- ○ラシャド・エヴァンス（5分判定3-0）×キース・ジャーディン 【ヘビー級】

### エピソード12
- フルーの傷は問題無しと判断され、予定通りスティーブンソンvs.フルーが行われることになる。
- ○ジョー・スティーブンソン（1R4:46 腕ひしぎ十字固め）×ジェイソン・フォン・フルー 【ウェルター級】
- ○ブラッド・アイムス（5分判定2-1）×セス・ペトルゼリ 【ヘビー級】

## トーナメント
- 太字が試合の勝者

### ヘビー級
|  | 準決勝               | 準決勝               |    |  | 決勝 | 決勝 |
|  |                      |                      |    |  |      |      |
|  |                      |                      |    |  |      |      |
|  | ブラッド・アイムス   | 3R                   |    |  |      |      |
|  | セス・ペトルゼリ     | SD                   |    |  |      |      |
|  |                      |                      |    |  |      |      |
|  | ブラッド・アイムス   | 3R                   |    |  |      |      |
|  |                      | ラシャド・エヴァンス | SD |  |      |      |
|  |                      |                      |    |  |      |      |
|  | ラシャド・エヴァンス | 3R                   |    |  |      |      |
|  | キース・ジャーディン | UD                   |    |  |      |      |

  チーム・ヒューズ /   チーム・フランクリン

### ウェルター級
|  | 準決勝                     | 準決勝                   |    |  | 決勝 | 決勝 |
|  |                            |                          |    |  |      |      |
|  |                            |                          |    |  |      |      |
|  | ルーク・クモ               | 2R                       |    |  |      |      |
|  | サム・モーガン             | KO                       |    |  |      |      |
|  |                            |                          |    |  |      |      |
|  | ルーク・クモ               | 3R                       |    |  |      |      |
|  |                            | ジョー・スティーブンソン | UD |  |      |      |
|  |                            |                          |    |  |      |      |
|  | ジョー・スティーブンソン   | 1R                       |    |  |      |      |
|  | ジェイソン・フォン・フルー | SUB                      |    |  |      |      |

  チーム・ヒューズ /   チーム・フランクリン